# 카슘 공방전
《하르툼 공방전》(Khartoum)은 미국에서 제작된 배질 디어든 감독의 1966년 드라마, 전쟁, 모험 영화이다. 찰톤 헤스톤 등이 주연으로 출연하였고 줄리앙 블로스타인 등이 제작에 참여하였다.
이 영화는 1966년 6월 9일 H.R.H. 영국 왕녀 마거릿가 참석한 자리에서 웨스트엔드오브런던의 카지노 시네라마 시어터에서 로열 월드 프리미어를 가졌다.

## 출연

### 주연
- 찰톤 헤스톤
- 로렌스 올리비에
- 리차드 존슨
- 랠프 리처드슨

### 조연
- 알렉산더 녹스
- 조니 세카
- 마이클 홀든
- 지아 모헤딘
- 만 메이트랜드
- 나이젤 그린
- 휴 윌리엄스
- 랠프 마이클
- 더글러스 윌머
- 에드워드 언더다운
- 피터 아네
- 앨런 틸번

## 기타
- 프로듀서: 찰스 옴므
- 조연출: 야키마 카너트
- 미술: 존 호웰(John Howell)
- 의상: 존 맥코리